# Gsteigwiler
Gsteigwiler é uma comuna da Suíça, no Cantão Berna, com cerca de 426 habitantes. Estende-se por uma área de 7,02 km², de densidade populacional de 61 hab/km². Confina com as seguintes comunas: Bönigen, Gündlischwand, Matten bei Interlaken, Wilderswil.
A língua oficial nesta comuna é o Alemão.